# Баннов Сергій Панасович
Сергій Панасович Баннов (1907, село Островка Томської губернії, тепер Кемеровської області, Російська Федерація — ?) — радянський діяч, вибійник-стахановець шахти № 5—7 імені Кірова Анжеро-Судженського рудника Новосибірської (Кемеровської) області. Депутат Верховної ради СРСР 1-го скликання.

## Біографія
Народився в родині селянина, вихідця із Курської губернії. Батько працював на копальнях Анжеро-Судженського рудника.
З тринадцятирічного віку Сергій Блінов пас худобу, із шістнадцятирічного — наймитував у заможних селян.
З 1926 року — транспортувальник вугілля, вибійник шахти № 5—7 Анжеро-Судженського рудника на Кузбасі. Відзначився високим видобутком вугілля під час «стахановського руху» на Кузбасі. Перевиконував план видобутку на 200—300%.
З 1937 року — гірничий майстер шахти № 5—7 імені Кірова Анжеро-Судженського рудника Новосибірської (Кемеровської) області.
Подальша доля невідома.